# Biarozauka (sielsowiet Pałykawiczy)
Biarozauka (biał. Бярозаўка; ros. Берёзовка) – wieś na Białorusi, w obwodzie mohylewskim, w rejonie mohylewskim, w sielsowiecie Pałykawiczy, w pobliżu granic Mohylewa.